# 金光家邦
金光 家邦（こんこう いえくに、明治21年（1888年） - 昭和63年（1988年））は、金光教の二代管長、金光教内では二世管長と呼ばれた。

## 略歴
明治21年10月21日、今の岡山県浅口市金光町大谷に生まれる。金光萩雄の三男。母は赤沢古満（こま）。明治44年嫡系の次男で、管長の後継者とされていた兄金光之照の死去に伴い、父萩雄の死後家督を継ぎ二代目管長となる。
若年のためと、従兄で、金光宅吉の死後四十年以上結界奉仕をし、既に三代金光様と呼ばれていた金光攝胤や、父金光萩雄に比べ、多くの金光教信奉者からの人望も得られず、教団自覚運動とも呼ばれる昭和九年十年事件の結果。昭和16年、管長が世襲から選挙制に変わり、金光攝胤が三代目管長に任命された。
九年十年事件の結果金光教を離れ、立教聖場および金乃神社を本部所在地として、天地金光教を創設した。

### 家族
妻は子爵大田原一清の次女錫子である。山下鏡影によると、彼女は非常に細やかな気配りをされる女性であったと、いくつかのエピソードを交えて書かれている。
なお、養子金光公仲（華族五辻隆仲の次男）は、家邦の死去後金乃神社の祭事を継承し執行した。